# Basatorget
Basatorget (basa-) är ett torg i Ekenäs i Raseborgs stad i Finland. Torget befinner sig i "Gamla staden" intill Stallörsparken. Namnet kommer av att det där förr i tiden verkställdes offentlig prygling, "basning".
I början av 1960-talet uppfördes på torget en skampåle med halsjärn för att påminna besökarna om torgets tidigare funktion.